# Connor MacLeod
Connor MacLeod es un personaje de ficción de la saga Highlander (Los Inmortales, en español), que aparece en casi todas las películas de la saga, así como en la serie televisiva y en la versión animada. En las películas fue interpretado por Christopher Lambert.

## Biografía

### Pasado
Connor MacLeod nació en el año 1518 en las Highlands (Tierras Altas) escocesas, en la aldea de Glenfinnan a orillas del Lago Shiel. En 1536, a la edad de 18 años, Connor partió con su clan a combatir frente al clan Frazer rival, en lo que sería su primera batalla. Entre las filas del clan Frazer se encontraba el Kurgan, un gigantesco inmortal de las estepas rusas nacido en el I milenio a. C., que al parecer tenía conocimiento previo de la condición de Connor como preinmortal, algo que el propio Connor desconocía. El Kurgan consiguió herir mortalmente a Connor atravesándolo con su espada, aunque fue repelido por los parientes del escocés antes de que consiguiera decapitarle. 
Connor fue trasladado a su aldea, donde le fue administrada la extremaunción debido a la gravedad de la herida, rodeado de sus acongojados parientes, aunque tras una noche de agonía consiguió restablecerse asombrosamente. Su clan le acusó entonces de brujería, maltratándolo y disponiéndose a quemarlo en la hoguera, aunque su primo Angus (James Cosmo) intercedió por él, convenciendo al clan para desterrarlo. Connor consiguió así salvarse de la hoguera, aunque rompiendo todo vínculo con su clan y su tierra de origen, llegando incluso a cambiar los colores de su kilt, aunque mantuvo los patrones tradicionales, de forma que se le reconoció como una rama divergente del clan MacLeod.
Connor se estableció finalmente en Glen Coe, donde contrajo matrimonio con Heather MacDonald (Beatie Edney), su primera esposa, y donde aprendió el trabajo de herrero de su suegro. En 1541 Connor fue localizado por un inmortal mucho mayor, que se presentó como Juan Sánchez Villalobos Ramírez (Sean Connery). Ramírez asumió de inmediato la tarea de adiestrar a Connor en su condición de inmortal, explicándole la incertidumbre sobre el origen de los inmortales, el hecho que solo pueden morir por decapitación, así como la búsqueda del Premio y sus reglas:

¿Por qué sale el sol por la mañana? ¿Por qué brillan las estrellas en la gran cortina de la noche? Quién sabe... Lo único que sé es que hemos nacido diferentes a los demás. Todos te temerán, querrán librarse de ti... como la gente de tu pueblo. Contigo se ha completado el número de los elegidos. Debes estar preparado para cuando llegue el duelo final (...) A partir de ahora, empezaremos a sentir una atracción irresistible de acabar unos con otros hasta que solo quede uno. Es nuestro destino.

Ramírez confesó a Connor que su nombre español era en realidad un pseudónimo, debido al cargo que desempeñaba como Espadero Mayor del rey Carlos I de España. Según la novelización, su verdadero nombre era Tak-Ne y era oriundo de Egipto, donde había nacido en el año 896 a. C. Se había convertido en inmortal en el 851 a. C., a los 45 años de edad, viajando desde entonces por el mundo hasta llegar a Japón a principios del siglo VI a. C. Allí había contraído matrimonio con la princesa Shakiko, su tercera esposa e hija del herrero Masamune, un genio de la metalurgia adelantado a su tiempo, quien regaló a Tak-Ne su emblemática katana en el 593 a. C., convirtiéndola en un artefacto insólito y sin precedentes, ya que la técnica de forja utilizada para crear su hoja no se generalizaría en Japón hasta muchos siglos después.
Ramírez explicó a Connor que una parte de su condición es nacer siendo estériles, cosa que él consideraba un acto de piedad hacia ellos por parte de quien sea que fuesen sus creadores, ya que les ahorraba el sufrimiento de vivir más que su descendencia y tener que atestiguar sus muertes. Por lo mismo, aconsejó a Connor dejar a Heather, puesto que él mismo conocía el gran dolor que significaba enfrentarse a la muerte de la persona amada. Tal como contó al escocés:

MacLeod, yo nací hace 2437 años. Durante este tiempo, he tenido tres mujeres. La última fue Shakiko, una princesa japonesa. (...) Cuando Shakiko murió, quedé destrozado. Querría ahorrarte ese dolor. Por favor, deja a Heather.

Connor rechazó abandonar a su esposa, pese a lo cual continuó su entrenamiento con Ramírez a lo largo de un año, aprendiendo de él no sólo sus técnicas de esgrima y combate, sino también otros secretos tales como que los inmortales pueden respirar bajo el agua, que no se agotan al correr y  por ello pueden continuar acelerando su velocidad sin un límite aparente e incluso que pueden sintonizarse con otros seres vivos para sentir a través de sus sentidos; lo más importante de todo, fue aprender que cuando un inmortal decapita a otro sucede el llamado quickening, es decir, el poder y experiencia que el derrotado acumuló durante sus siglos de vida, abandona su cadáver y es asimilado por el vencedor, por lo tanto, cuando fuese la Reunión, el último quickening otorgaría al último inmortal la suma del poder y experiencia de todos los demás, dándole acceso a un premio desconocido que sería crucial para el destino del mundo. 
En 1542, el Kurgan consiguió encontrar a ambos inmortales, atacando el castillo de Connor cuando este se hallaba ausente. Con Heather de espectadora, Ramírez hizo frente al Kurgan, casi cortándole el cuello con su katana y dejándole una profunda herida en el mismo, aunque finalmente el Kurgan venció a Ramírez decapitándole; después violó a Heather, engañado por Ramírez, quien le hizo creer que era su propia esposa para que el Kurgan no tuviera una baza decisiva contra Connor. No obstante, Heather nunca reveló esto a Connor, quien solo a través del propio Kurgan tuvo conocimiento de la violación en 1984.
Connor permaneció junto a su esposa hasta que Heather murió al fin en sus brazos en 1590, vencida por la edad y sin haber podido darle hijos como anhelaba (los inmortales son estériles). Tras enterrarla e incendiar su hogar, clavando frente a sus ruinas el claymore de su clan, Connor tomó la decisión de viajar por el mundo, llevando consigo la katana de Ramírez.
En algún momento entre finales del siglo XVI y mediados del XVII, Connor descubriría que en el clan MacLeod su historia volvió a repetirse cuando Duncan, hijo del actual jefe del clan, descubrió su inmortalidad en circunstancias similares a las suyas, siendo también repudiado y exiliado de la familia. Connor lo tomaría bajo su tutela, cumpliendo durante sus primero años como inmortal el mismo rol que Ramírez tuvo hacia él y reconociéndose como familiares, por lo que a partir de ese momento y ante todo el mundo comenzaron a presentarse como primos a pesar de estrictamente ser su sobrino-nieto. Con el tiempo Duncan maduró lo suficiente como hombre y espadachín como para independizarse, por lo que separaron sus caminos, pero siempre manteniendo contacto constante en los siglos posteriores.
A lo largo de la historia Connor vivió muchas vidas, conociendo a otros inmortales con los que incluso trabó amistad y experimentó muchas peripecias, como un duelo en Boston en 1783, o luchando contra los nazis durante la Segunda Guerra Mundial, donde rescató a una niña llamada Rachel a quien adoptó y que creció junto a él (Sheila Gish), pasando a ser de adulta la asistente de MacLeod. La película incide en que todas las experiencias vividas a lo largo del tiempo, tal como lo señalaría Ramírez, lo marcaron e hicieron de Connor un hombre solitario de carácter algo amargo y cínico.

### La Reunión
En la década de 1980, tal como estaba profetizado, los instintos de los últimos inmortales que aun caminaban en el mundo los impulsaron a reunirse y combatir entre sí hasta que solo quedaron cuatro de ellos, quienes convergieron instintivamente en Nueva York. Allí Connor, quien se había establecido en esa ciudad hace años bajo la identidad de un anticuario llamada Russell Nash, enfrenta y decapita al inmortal Iman Fasil, en el estacionamiento del Madison Square Garden, cosa que lo pone en la mira de la Policía de Nueva York, que sospecha de él debido a su presencia en el lugar del asesinato de Fasil y a que éste fue decapitado con una espada muy antigua. Una joven forense de la Policía, Brenda Wyatt (Roxanne Hart) pronto comienza a entrever que hay algo extraño en la identidad de Russell Nash y comienza a investigarlo por su cuenta cuando descubre que Nash puede ser el dueño de una katana Oopart, la insistencia de la joven despierta sentimientos encontrados en el escocés, ya que por un lado la atracción mutua es evidente e intensa, sin embargo, Connor no desea volver a abrir su corazón a una persona que, desde su perspectiva, es una existencia efímera. 
Cuando el Kurgan llega a la ciudad, busca y enfrenta Connor, sin embargo, su duelo es interrumpido por la presencia de Brenda, lo que evitó que Connor fuese derrotado, pero lo forzó a revelar la verdad de su naturaleza y de la Reunión a Brenda, esta sin embargo, decidió aceptarlo e iniciaron una relación amorosa.
En paralelo el Kurgan toma la cabeza del inmortal Sunda Kastagir, un amigo muy apreciado de Connor, quedando ambos como los últimos, por lo que, ante la evidencia del irrefrenable amor que se profesan Brenda y MacLeod, el Kurgan secuestra a la forense y reta al escocés al duelo final. Finalmente, MacLeod vence al Kurgan y obtiene el Premio. Según explicaría Connor, este le permitió volverse un mortal que puede envejecer y tener hijos, además obtuvo la capacidad de leer los pensamientos y sentimientos de personas de todo el mundo y con lo que esperaba fomentar la cooperación, el entendimiento y la paz entre la humanidad.

### El Futuro
Otra habilidad que otorgó el Premio a Connor, fue comprender el origen de los inmortales al recuperar las memorias de su encarnación previa; así comprendió que hace quinientos años en el distante planeta Zeist, un mundo con una cultura que mezclaba la tecnología y magia de forma armónica, MacLeod fue elegido por Juan Sánchez-Villalobos Ramírez, un sabio hechicero, para liderar una rebelión contra el liderazgo corrupto del general Katana. Usando magia, Ramírez crea un vínculo entre él y MacLeod que no se puede romper ni siquiera con la muerte, desgraciadamente Katana y sus tropas aplastaron la rebelión y encarcelaron a los rebeldes, incluidos Macleod y Ramírez. Los sacerdotes de Zeist los condenaron a ser exiliados reencarnando en épocas aleatorias en el planeta Tierra, siendo maldecidos a vivir como inmortales esperando por siglos hasta que llegara el momento de luchar entre sí hasta que solo quede un sobreviviente ganaría el Premio: la opción de regresar a Zeist indultado de sus crímenes o de permanecer en la Tierra como mortal, siendo esta última la elección del escocés.
Connor inició una vida como mortal tomando a Brenda como esposa, sin embargo, durante la década de 1990 la contaminación destruyó completamente la capa de ozono cobrando millones de víctimas a nivel mundial, entre ellos Brenda. Motivado por su pérdida, Connor se unió a un grupo de científicos y creó El Escudo, un campo de fuerza que cubría completamente la Tierra protegiéndola de la ahora mortal radiación solar; sin embargo, la administración de este dispositivo presentó dos grandes problemas, el primero radicaba en que el mundo quedó sumergido en una noche perpetua y el segundo fue que la Corporación a cargo de la mantención del Escudo obtuvo un tremendo control sobre la vida y gobierno debido a su influencia en la supervivencia de la especie.
Tres décadas después de establecer el Escudo, la gente ha vivía angustiada por la noche perpetua y la opresión de la Corporación, razón por la cual Connor, un anciano sin conexión ni influencia en la Corporación, era visto por muchos como un individuo despreciable que los había condenado a vivir encerrados dentro de su invención. Un día fue contactado por Louise Marcus, líder de un grupo opositor a la Corporación, quien deseaba su ayuda ya que había descubierto que la capa de ozono se regeneró hace décadas, pero la empresa lo había ocultado para continuar lucrando, cosa que desea hacer pública a pesar de que esto ponía en riesgo su vida.
En paralelo, el general Katana había monitoreado desde Zeist el resultado de la Reunión, mostrándose molesto por el hecho de que Connor, uno de los líderes de la rebelión, obtuviera el premio y tras décadas de paciencia decidió ordenar su asesinato, convirtiendo en inmortales a dos soldados y enviándolos a la Tierra a ejecutarlo. Contra todo pronóstico Connor logró tomar la cabeza del primer asesino y gracias al poder de su quickening recobró su juventud e inmortalidad y con el del segundo trajo a la vida a Ramírez. Ante este fracaso, Katana decidió presentarse en la Tierra personalmente como un inmortal y acabar a su enemigo; una vez en este mundo se apoderó de la Corporación y utilizó sus recursos para perseguirlos, razón por la que Connor, Ramírez y Louise se infiltraron en las instalaciones y gracias a que el español sacrificó su vida para permitir a sus compañeros avanzar, Connor logra enfrentar a Katana asesinarlo, usando el poder de su quickening para destruir el emisor del Escudo y devolver la luz al mundo.

### Destino alternativo
Según la linealidad argumental de la serie de televisión, Connor no fue el ganador del Premio ya que murió antes que la Reunión iniciara.
Según esta versión, en el año 1555, poco tiempo después de ser desterrado, MacLeod regresó a su antiguo hogar en Glenfinnan, para descubrir que el padre Rainey condenó a su madre a morir en la hoguera argumentando que haber dado a luz a Connor era evidencia de que era una bruja. Furioso por este hecho, el inmortal asesinó al sacerdote y a todos los involucrados, incluido Jacob Kell, acólito e hijo adoptivo de Rainey, tras lo cual abandonó la aldea sin saber que el novicio resucitaría como un inmortal.
Kell, quien idolatraba a Rainey, jura venganza contra Connor y pasa los siguientes cuatro siglos decapitando inmortales para incrementar su poder a la vez que vigila al escocés y mata a cada persona que llega a ser importante para él, sin importar si se trata de un inmortal o un humano ordinario, siempre perdonando la vida de Connor para que este viva para sufrir y seguir perdiendo seres amados.
En el presente, Kell mata a Rachel, la hija adoptiva de Connor, quien con el corazón roto, Connor decide desligarse del Juego y solicita a Los Vigilantes ser incluido en El Santuario, un lugar donde los Inmortales que no desean competir son puestos a dormir en coma inducido y vigilados por dicha sociedad. Diez años después, Kell ataca el Santuario y asesina a todos los inmortales allí recluidos. Duncan MacLeod, quien había buscado pistas del paradero de su primo desde su desaparición, comienza a investigar la masacre, lo que lo puso en la mira de Kell. 
Connor se presenta ante su primo revelando que, como en todas las ocasiones anteriores, Kell lo ha dejado vivir para prolongar su sufrimiento. Duncan propuso a Connor enfrentar juntos a Kell, pero éste era consciente de que tras diez años en coma no tenía la condición física para luchar y, aunque eran poderosos, ninguno se acercaba al poder que su oponente había acumulado, por ello atacó a su primo y lo forzó a tomar su cabeza y heredar su quickenig, de esta forma Duncan pudo enfrentar y decapitar a Kell. Tras esto, honró la memoria de su primo llevando su cadáver a Escocia donde lo sepultó junto a las tumbas de Heather y Ramírez.

## Apariciones
- Los inmortales (1986)
- Los inmortales II: El desafío (1991)
- Los inmortales III: El hechicero (1994) (edición especial o Director's Cut en 2004)
- Los inmortales: Juego final (2000)
- Los inmortales: La serie